# الدوري الأمريكي لكرة السلة للمحترفين 1979–80
الدوري الأمريكي لكرة السلة للمحترفين 1979–80 (بالإنجليزية: 1979–80 NBA season)‏ هو موسم من إن بي أي. أقيم خلال الفترة 12 أكتوبر 1979 وحتى 16 مايو 1980، وأشرف على تنظيمه إن بي أي، وفاز فيه لوس أنجلوس ليكرز.